# Gō Katō
Gō Katō (jap. 加藤 剛, Katō Gō; * 4. Februar 1938; † 18. Juni 2018) war ein japanischer Schauspieler.
Sein Filmdebüt gab er 1964 in einer Hauptrolle des Films Shitp no densetsu. Den Durchbruch brachte ihm 1965 der Jurata Yamane in Hideo Goshas Kedamono no ken. Besonders die Zusammenarbeit mit Regisseur Kei Kumai machte Gō Katō in den 1970er Jahren zu einem der führenden Stars des japanischen Kinos (Shinobugawa - The Long Darkness mit Komaki Kurihara, Das Nordkap mit Claude Jade, Der Tod eines Teemeisters mit Toshirō Mifune). Weitere herausragende Arbeiten sind Die Kinder von Nagasaki und Yashagaike.